# سیات ۱۳۳
سیات ۱۳۳ (SEAT 133) خودرویی است که در سال‌های ۱۹۷۴ تا ۱۹۸۲در اسپانیا و آرژانتین تولید شده‌است.
این خودرو در کلاس خودرو شهری قرار گرفته، طراحی آن خودروهای موتور عقب-محور عقب بوده طول آن در حالت طبیعی ۱۳۵٫۸۷۵ اینچ (۳٬۴۵۱٫۲ میلیمتر)، عرض آن در حالت طبیعی ۵۶ اینچ (۱٬۴۰۰ میلیمتر) و ارتفاع آن در حالت طبیعی ۵۲٫۲۵ اینچ (۱٬۳۲۷ میلیمتر) است.